# 베고니아속
베고니아속(begonia)은 베고니아과에 속하는 꽃식물의 한 속(屬)이다. “베고니아”는 이 속에 속한 모든 종의 일반명 또는 속명이다. 어원은 프랑스의 속령인 아이티의 전임 총독이었던 식물학 후원자인 미첼 베곤(Michel Begon)의 이름을 따서 찰스 플루미어(Charles Plumier)에 의해 이름 지어졌다.

## 개요
베고니아는 1500개 이상의 종으로 구성되어 있으며, 10대 속씨식물 속(屬) 중의 하나이다. 이 종들은 지표(때로는 착생식물)식물 또는 작은 관목이며, 중남미, 아프리카 또는 남아시아의 아열대 또는 열대의 습한 기후에 분포한다. 야생의 지표 종은 보통 곧은 줄기, 땅속 줄기 또는 덩이줄기이다. 이 식물은 자웅동주로서, 같은 식물체에 단성의 수꽃과 암꽃이 따로 나타나며, 수꽃은 여러 개의 수술을 가지며, 암꽃은 꽃받침이 밑에 붙은 씨방과 둘에서 네 개의 가지가 있거나, 꼬인 기둥모양의 머리를 갖는다. 장과도 있지만, 대부분의 종에서 열매는 수많은 씨를 갖는 날개가 달린 꼬투리이다. 때로는 크고 여러 가지 무늬가 있거나 얼룩덜룩한 잎은 보통 비대칭이다.
희거나 핑크, 주홍 또는 노란색의 눈에 띄는 꽃과 눈을 끄는 무늬의 잎 때문에, 여러 가지의 종과 변종, 교배종이 재배된다. 이 속에 있는 종들은 특이하게 다른 대륙에서 온 것과도 빈번하게 서로 교배가 되며, 이로 인해 수많은 교배종이 생겨났다. 미국 베고니아회는 베고니아를 몇 개의 주요한 무리로 나누었음: cane-like, shrub-like, tuberous, rhizomatous, semperflorens, rex, trailing-scandent, or thick-stemmed. 이렇게 무리로 나눈 대부분의 것들이 통상의 분류학 또는 계통발생학적인 것과 연관성이 있지는 않으며, 많은 종과 잡종들은 한 무리이상의 특성을 가지거나, 이것들 중 어느 것에도 잘 맞지 않는다.

## 재배
무리가 다르면 다른 재배 환경을 필요로 하나, 대부분의 종이 열대지역에서 왔기 때문에 종이든 잡종이든 따뜻한 기온이 필요하다. 대부분은 수목층의 아래에 살기 때문에 그늘을 필요로 한다; 온대 기후에 사는 몇몇은 태양의 직사광선 하에서 견딜 수 있다. 일반적으로 베고니아는 항상 젖어 있거나, 완전히 마르는 토양이 아닌, 물빠짐이 좋은 환경을 필요로 한다. 많은 베고니아는 일 년 내내 자라고 꽃이 피나, 구근베고니아는 덩이줄기가 차갑거나 마른 곳에 둘 경우, 보통 수면기를 갖는다.
semperflorens 무리의 베고니아는 보통 바깥의 화단용으로 키운다. 최근 이 무리로부터 얻어진 잡종은 “용의 날개” (Dragonwing) 베고니아라는 이름으로 시장에 나와 있는데, 날개와 잎이 훨씬 더 크다. 구근베고니아는 보통 화분용으로 쓰인다. 비록 베고니아에 속하는 종들은 대부분 열대 또는 아열대 원산이나, 중국종인 B. grandis은 미국 농무성 내한지 6의 추위에 견디며, 내한성 베고니아로 알려져 있다. 대부분의 베고니아는 아열대 또는 열대지방에서는 1년 내내 바깥에서 키울 수 있고, 온난한 기후에서는 밖에서 1년생으로, 집안 또는 비닐하우스 식물로서 키운다.
대부분의 베고니아는 포기나누기나 가지자르기로 번식이 쉽게 된다. 또한 많은 종은 잎으로 번식이 되며, rhizomatous 나 rex 무리의 경우, 잎의 일부만 가지고도 번식이 된다.
교배종인 김정일화는 북한의 상징화이다.

## 종과 품종

### 종
종은 다음과 같다.:(학명)
| - Begonia acerifolia - Begonia acetosa Vell. - Begonia adpressa - Begonia aequatorialis - Begonia aeranthos - Begonia asympeltata - Begonia auriculata Hook. - Begonia bataiensis Kiew - Begonia boliviensis - Begonia bonus-henricus - Begonia bowerae Ziesenh. - Begonia boweri - Begonia brandbygeana - Begonia brevicyma C. DC. - Begonia broussonetiifolia A. DC. - Begonia cardiocarpa Liebm. - Begonia carletonii Standl. - Begonia carpinifolia Liebm. - Begonia cavaleriei - Begonia coccinea - Begonia compacticaulis - Begonia conchifolia A. Dietr. - Begonia consobrina - Begonia convallariodora C. DC. - Begonia cooperi C. DC. - Begonia copeyana C. DC. - Begonia corredorana C. DC. - Begonia cucullata var. cucullata Willd. - Begonia davisii Hook. f. - Begonia dentatobracteata - Begonia dichroa - Begonia dodsonii - Begonia dregei - Begonia duncan-thomasii - Begonia eiromischa Ridl. - Begonia estrellensis C. DC. - Begonia exalata - Begonia fischeri Schrank - Begonia foliosa Kunth - Begonia foliosa var. miniata ( = Begonia fuchsioides Hook.) - Begonia froebelii - Begonia furfuracea - Begonia fusicarpa Irmsch. - Begonia geminiflora - Begonia glabra Aubl. - Begonia goegoensis Br. N.E. - 베고니아 Begonia grandis Dryand. - Begonia guaduensis Kunth - Begonia hainanensis - Begonia harlingii - Begonia hemsleyana - Begonia heracleifolia Cham. & Schltdl. - Begonia heydei C. DC. - Begonia hirsuta Aubl. - Begonia hitchcockii - Begonia holmnielseniana - Begonia ignea (Klotzsch) Warsz. ex A. D.C. - Begonia imperialis Lem. - Begonia involucrata Liebm. | - Begonia listida - Begonia ludwigii - Begonia lugonis - Begonia macrocarpa Warb. - Begonia maculata - Begonia mannii Hook.f. - Begonia masoniana - Begonia metallica - Begonia multinervia Liebm. - Begonia napoensis - Begonia natalensis - Begonia nelumbiifolia Schltdl. & Cham. - Begonia neoharlingii - Begonia oaxacana A. DC. - Begonia obliqua - Begonia octopetala L'Héritier - Begonia oellgaardii - Begonia oxyanthera - Begonia oxyloba Welw. ex Hook.f. - Begonia parcifolia - Begonia parviflora Poepp. & Endl. - Begonia pearcei - Begonia pectennervia - Begonia pelargoniiflora - Begonia peltatifolia - Begonia plebeja Liebm. - Begonia preussii - Begonia pseudoviola - Begonia quaternata L. B. Sm. & B. G. Schub. - Begonia rajah Ridl. - Begonia rex Putz. - Begonia salaziensis - Begonia schaeferi - Begonia scharffii Hook. - Begonia schmidtiana Regel - Begonia secunda - Begonia seemanniana A. DC. - Begonia semhaensis - Begonia semiovata Liebm. - Begonia sericoneura Liebm. - Begonia serotina - Begonia socotrana - Begonia sodiroi - Begonia sparreana - Begonia strigillosa A. Dietr. - Begonia tetrandra - Begonia tiger - Begonia tonduzii C. DC. - Begonia triramosa - Begonia tropaeolifolia - Begonia truncicola - Begonia udisilvestris C. DC. - Begonia urophylla Hook. - Begonia urticae L. f. - Begonia valvata - Begonia veitchii - Begonia venosa Skan. - Begonia vestita C. DC. - Begonia xerophyta - Begonia ynesiae |

### 품종과 교배종
- Begonia 'Immense'
- Begonia × sedenii
- Begonia × semperflorens-cultorum hort.
- Begonia × tuberhybrida Voss - Tuberous begonias (cultivar group)

## 사진

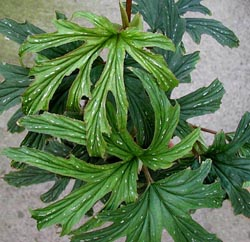
Begonia aconitifolia
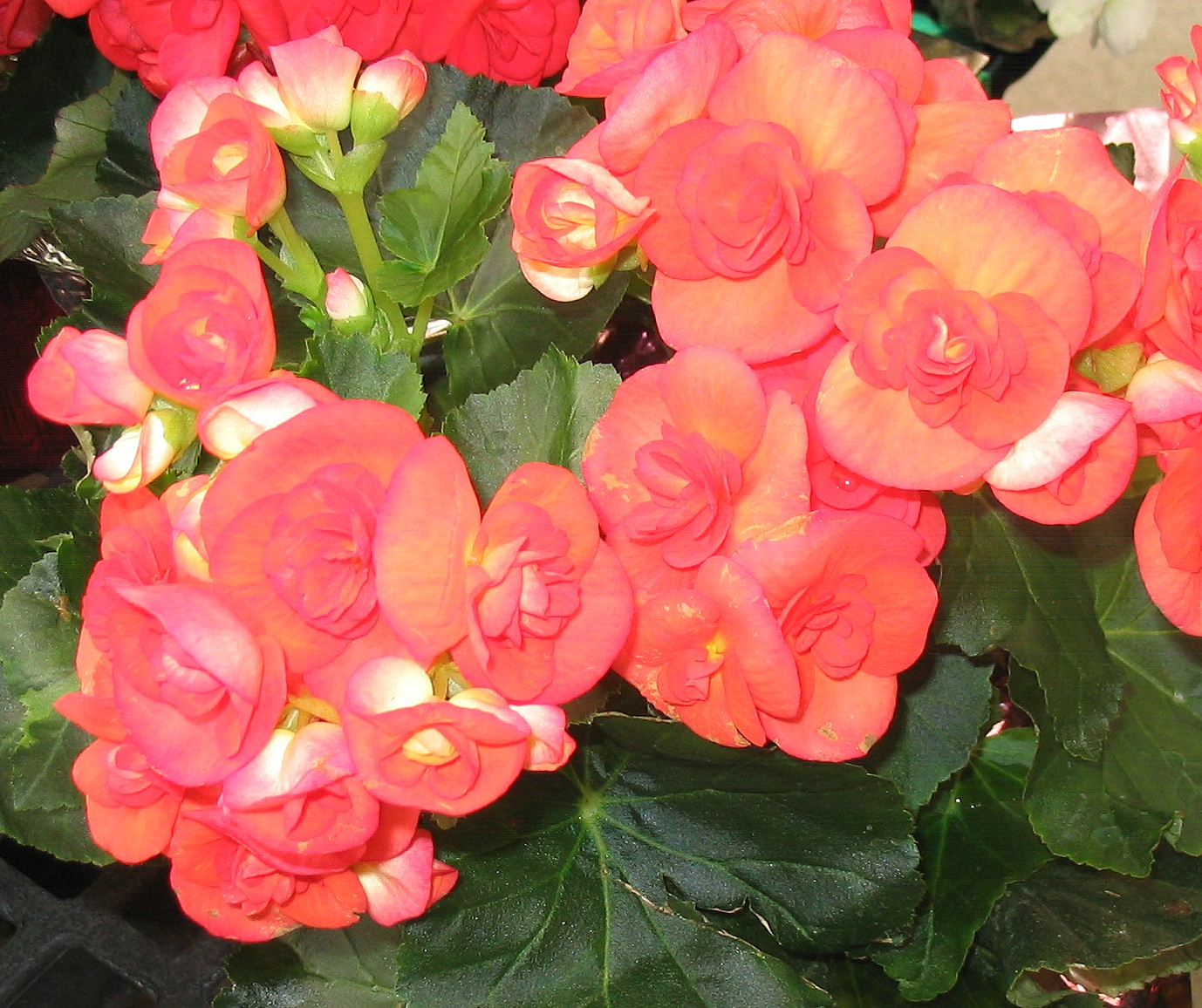
A flowering begonia
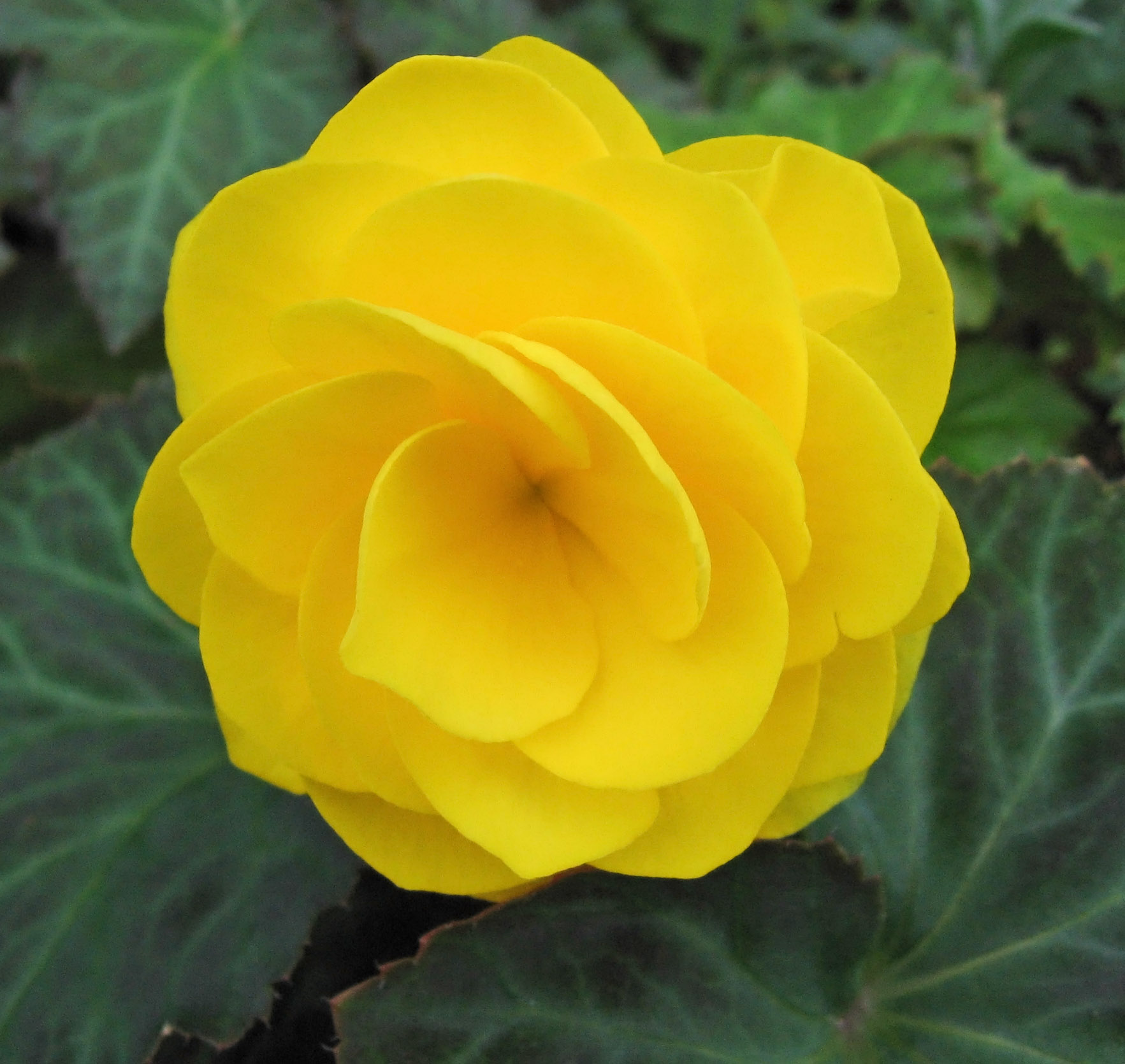
Begonia cultivars come in many different colours, such as yellow
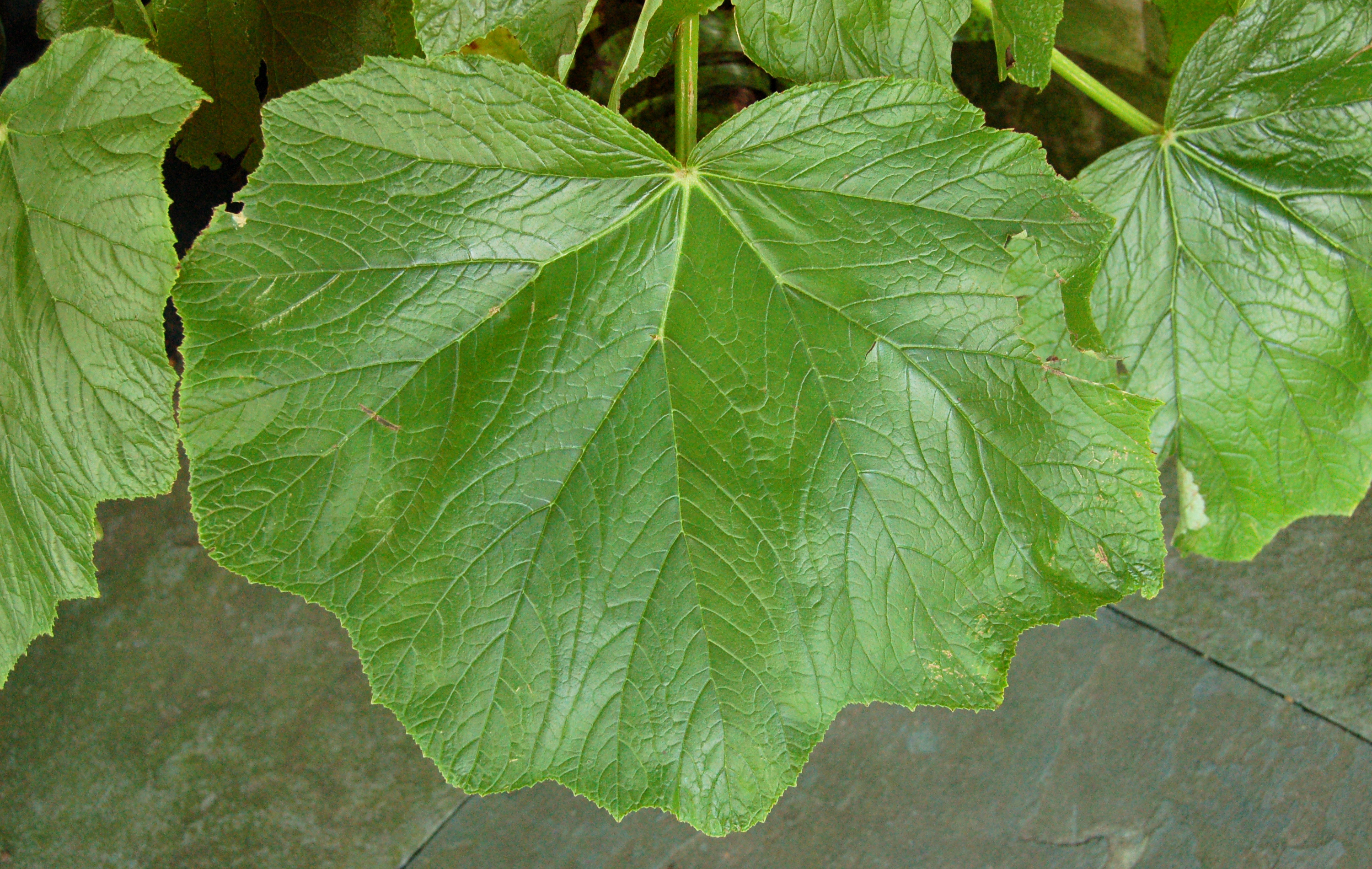
A Begonia leaf

## 꽃말
끊임없이 계속 꽃을 피우는 것에 "사랑을 주는 꽃"이라는 별명이 붙었지만 좌우대칭 모양으로 어긋나 있기 때문에 꽃말은 "짝사랑"이다.